# Ysis Sonkeng
Ysis Sonkeng (20 de setembro de 1989) é uma futebolista camaronesa que atua como defensora.

## Carreira
Ysis Sonkeng integrou o elenco da Seleção Camaronesa de Futebol Feminino, nas Olimpíadas de 2012, ela marcou um gol contra no evento para a Nova Zelândia. 